# Hold Me Now
Hold Me Now (Держи меня сейчас) — песня авторства Джонни Логана, исполненная им на конкурсе песни Евровидение в 1987 году и победившая с 172 баллами (высшая оценка от 9 стран). Это была третья из семи побед страны на Евровидении в целом. В песне возлюбленная лирического героя хочет оставить его ради кого-то другого.
Hold Me Now 11 недель продержалась в UK Singles Chart, заняв 2-е место в пиковой позиции.
На песню создано множество каверов; существует даже регги-версия.